# 銀光喜泳鯰
銀光喜泳鯰，為輻鰭魚綱鯰形目蝌蚪鯰科的其中一種，為熱帶淡水魚類，分布於南美洲巴西托坎廷斯河及阿拉瓜亞河流域，體長可達8.8公分，棲息在底層水域，生活習性不明。

## 扩展阅读
維基物種上的相關：銀光喜泳鯰